# Gemerská pahorkatina
Gemerská pahorkatina je geomorfologický podcelek Bodvianské pahorkatiny. Leží na rozhraní středního a východního Slovenska v okresech Rimavská Sobota a Rožňava.

## Polohopis
Gemerská pahorkatina tvoří jednu z dvojice samostatných částí Bodvianské pahorkatiny, oddělených Slovenským krasem. Jihovýchodní okraj vymezuje státní hranice s Maďarskem, severozápadně se nachází Rimavská kotlina, podcelek Jihoslovenská kotlina a na východě navazuje Silická planina, patřící do Slovenského krasu.